# Schermen op de Olympische Zomerspelen 1928

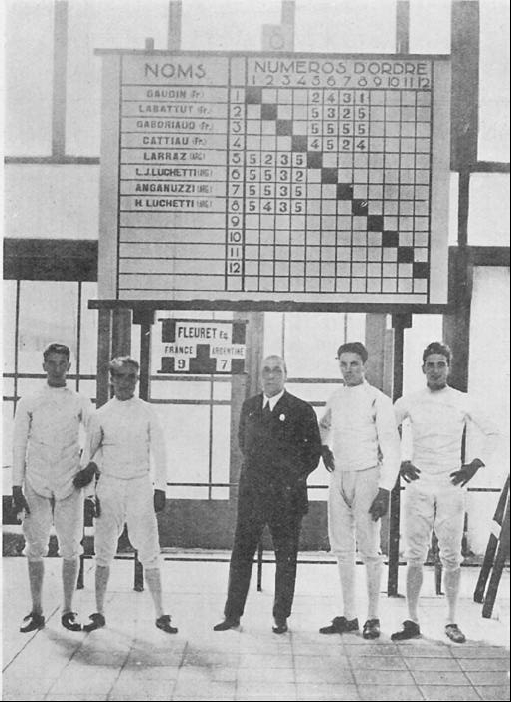
Het Argentijnse Olympische team behaalde in 1928 een bronzen medaille.

Schermen is een van de sporten die beoefend werden tijdens de Olympische Zomerspelen 1928 in Amsterdam.

## Heren

### floret individueel
| rang   | sporter(s)           | land | punten |
| ------ | -------------------- | ---- | ------ |
| Goud   | Lucien Gaudin        | FRA  | 9      |
| Zilver | Erwin Casmir         | GER  | 9      |
| Brons  | Giulio Gaudini       | ITA  | 9      |
| 4      | Oreste Puliti        | ITA  | 8      |
| 5      | Philippe Cattiau     | FRA  | 7      |
| 6      | Raymond Bru          | BEL  | 7      |
| 7      | Ugo Pignotti         | ITA  | 4      |
| 8      | Fritz August Gazzera | GER  | 4      |

### floret team
| rang   | sporter(s)                                                                                      | land |
| ------ | ----------------------------------------------------------------------------------------------- | ---- |
| Goud   | Ugo Pignotti Giulio Gaudini Giorgio Pessina Gioacchino Guaragna Oreste Puliti Giorgio Chiavacci | ITA  |
| Zilver | Philippe Cattiau Roger Ducret André Labatut Lucien Gaudin Raymond Flacher André Gaboriaud       | FRA  |
| Brons  | Roberto Larraz Raul Anganuzzi Luis Lucchetti Hector Lucchetti Carmelo Camet                     | ARG  |
| 4      | Raymond Bru Charles Crahay Albert De Roocker Max Janlet Pierre Pecher Jean Verbrugghe           | BEL  |

### degen individueel
| rang   | sporter(s)       | land | punten |
| ------ | ---------------- | ---- | ------ |
| Goud   | Lucien Gaudin    | FRA  | 8      |
| Zilver | Georges Buchard  | FRA  | 7      |
| Brons  | George Calnan    | USA  | 6      |
| 4      | Léon Tom         | BEL  | 6      |
| 5      | Nils Hellsten    | SWE  | 5      |
| 6      | Charles Delporte | BEL  | 4      |
| 7      | Charles Debeur   | BEL  | 3      |
| 7      | Salvator Cicurel | EGY  | 3      |

### degen team
| rang   | sporter(s)                                                                                                 | land |
| ------ | --- | ---- |
| Goud   | Carlo Agostoni Marcello Bertinetti Giulio Basletta Giancarlo Cornaggia-Medici Renzo Minoli Franco Riccardi | ITA  |
| Zilver | Armand Massard Georges Buchard Gaston Amson Emile Cornic René Barbier Bernard Schmetz                      | FRA  |
| Brons  | Paulo d'Eça Leal Mário de Noronha Jorge Paiva João Sassetti Frederico Paredes Henrique da Silveira         | POR  |
| 4      | Charles Debeur Charles Delporte Léon Tom Emile Barbier Georges Dambois Xavier de Beukelaer                 | BEL  |

### sabel individueel
| rang   | sporter(s)         | land | punten |
| ------ | ------------------ | ---- | ------ |
| Goud   | Ödön Tersztyánszky | HUN  | 9      |
| Zilver | Attila Petschauer  | HUN  | 9      |
| Brons  | Bino Bini          | ITA  | 8      |
| 4      | Gustavo Marzi      | ITA  | 8      |
| 5      | Sándor Gombos      | HUN  | 8      |
| 6      | Erwin Casmir       | GER  | 6      |
| 7      | Arturo De Vecchi   | ITA  | 5      |
| 8      | Roger Ducret       | FRA  | 5      |

### sabel team
| rang   | sporter(s)                                                                                          | land |
| ------ | --------------------------------------------------------------------------------------------------- | ---- |
| Goud   | Ödön Tersztyánszky Sándor Gombos János Garay József Rády Attila Petschauer Gyula Glykais            | HUN  |
| Zilver | Bino Bini Renato Anselmi Gustavo Marzi Oreste Puliti Emilio Salafia Giulio Sarrocchi                | ITA  |
| Brons  | Adam Papée Tadeusz Friedrich Kazimierz Laskowski Władysław Segda Aleksander Małecki Jerzy Zabielski | POL  |
| 4      | Erwin Casmir Heinrich Moos Hans Halberstadt Hans Thomson                                            | GER  |

## Dames

### floret individueel
| rang   | sporter(s)     | land | punten |
| ------ | -------------- | ---- | ------ |
| Goud   | Helene Mayer   | GER  | 7      |
| Zilver | Muriel Freeman | GBR  | 6      |
| Brons  | Olga Oelkers   | GER  | 4      |
| 4      | Erna Sondheim  | GER  | 3      |
| 5      | Gladys Daniell | GBR  | 2      |
| 6      | Jenny Addams   | BEL  | 2      |
| 6      | Margit Dany    | HUN  | 2      |
| 8      | Jo de Boer     | NED  | 2      |

## Medaillespiegel
| rang   | land             | goud | zilver | brons | totaal |
| ------ | ---------------- | ---- | ------ | ----- | ------ |
| 1      | Frankrijk        | 2    | 3      | 0     | 5      |
| 2      | Italië           | 2    | 1      | 2     | 5      |
| 3      | Hongarije        | 2    | 1      | 0     | 3      |
| 4      | Duitsland        | 1    | 1      | 1     | 3      |
| 5      | Groot-Brittannië | 0    | 1      | 0     | 1      |
| 6      | Argentinië       | 0    | 0      | 1     | 1      |
| 6      | Polen            | 0    | 0      | 1     | 1      |
| 6      | Portugal         | 0    | 0      | 1     | 1      |
| 6      | Verenigde Staten | 0    | 0      | 1     | 1      |
| totaal | totaal           | 7    | 7      | 7     | 21     |